# Семёновское озеро
Семёновское — озеро естественного происхождения, расположенное в Ленинском округе в северной части города Мурманска. Название озера по легенде происходит от имени рыбака Семёна Коржова (или Коржнова), который жил на берегу Зелёного Мыса Кольского залива. Площадь озера составляет 0,213 км². Площадь водосборного бассейна озера равна 1,3 км². Максимальная глубина водоёма — 11,3 м, средняя глубина озера — 2,4 м. Бассейн озера имеет сложную структуру и состоит из двух основных плёсов (глубокого и широкого, а также узкого и неглубокого), соединённых небольшим проливом. Берега озера низкие, каменистые, есть выраженная песчано-илистая литораль. Ледостав озера начинается с ноября и длится до конца мая. Толщина льда со снегом может достигать 1 метра и больше. Высота над уровнем моря — 98 м.

## Состав воды и донных отложений
По классификации О. А. Алекина (1970), воды озера Семеновского относятся к хлоридному классу и натриевой группе. Величина минерализации воды озера составляет 73 мг/л, что почти в четыре раза больше фонового уровня минерализации для озёр Мурманской области (20 мг/л). Увеличение минерализации городского озера связано с повышенным поступлением солей в результате урбанизации территории водосбора озера. Величина pH воды озера Семеновского варьирует в районе слабо кислых значений (среднее значение — 6,82). В озере также отмечается повышенное по сравнению с фоновым уровнем содержание железа, марганца и ряда редких элементов (ванадий, никель, медь, цинк). Донные отложения озера Семеновского относятся к органосиликатному типу со средним содержанием органического вещества 45,6 %. Содержание кремнезёма (SiO2) равно 30,7 %, глинозёма (Al2O3) — 5,7 %. Верхние слои донных отложений озера имеют повышенные концентрации многих тяжелых металлов (Pb, Sb, Cd, V, Ni, Cu, Zn). Основными источниками попадания тяжёлых металлов в воду и донные отложения озера являются выбросы ТЭЦ, работающей на мазуте, угольного терминала, автомобильного и железнодорожного транспорта. Не исключено, что на загрязнение озера оказывает влияние дальний перенос загрязнителей от металлургических предприятий Мурманской области. Кроме тяжёлых металлов, в донных отложениях озера Семеновского зафиксировано повышенное накопление нефтяных углеводородов.

## Состав гидробионтов
В зоопланктоне озера Семеновского в 2018 году было выявлено 17 видов зоопланктона. Доминирующей группой являются коловратки (Rotifera). Доминирующие виды: Filinia terminalis, Keratella cochlearis и Polyarthra vulgaris. В целом в озере Семеновском отмечены довольно высокие количественные характеристики зоопланктона: численность — 2231,2 тыс. экз/м³ и биомасса — 5,9 г/м³. Индекс биоразнообразия Шеннона составляет 2. По данным измерения содержания хлорофилла a в воде озера Семеновского трофический статус водоема был установлен, как β-мезотрофный. По данным исследования фитопланктона было установлено, что доминирующей группой фитопланктона в озере Семеновском являются цианобактерии. Доминирующей группой организмов в бентосе озера Семеновского являются хирономиды (личинки комаров-звонцов), чья доля составляет примерно 56 % общей численности и 79 % общей биомассы донной фауны глубоководных участков городского водоема. В литоральной зоне озера преобладают фитофильные, приуроченные преимущественно к водной растительности хирономиды Cricotopus sp. (81 % от общей численности), а основу биомассы составляли брюхоногие моллюски. В целом, отмечается довольно угнетённое состояние бентофауны озера Семёновского, на что влияет повышенное накопление различных загрязнителей на дне водоёма. По состоянию бентоса озеро Семёновское можно отнести к категории «умеренно загрязнённых». В рыбном населении озера Семеновского отмечены речной окунь и щука. Интересно отметить, что основу питания окуня озера составляет крупный зоопланктон, что редко встречается в водоемах Мурманской области.

## Рекреация
На берегу озера расположены Мемориал «Защитникам Советского Заполярья в годы Великой Отечественной войны», Мурманский областной центр развития творчества детей и юношества «Лапландия», мурманский океанариум, мурманское общество моржей, через проспект Героев-Североморцев расположен детский городок. С недавних пор посреди озера в летнее время работает фонтан, а на берегу открыт парк аттракционов и лодочная станция. В марте 2015 года на озере Семеновском проводился первый чемпионат мира по зимнему (ледяному) плаванию. Кроме того, озеро круглый год используется местными жителями и гостями города (рыбалка, купание).

### Бараний лоб
Рядом с озером находится геологический памятник природы геоморфологического типа федерального ранга. Представляет собой обнажение гранитов архейского возраста в виде асимметричного округлого выпуклого выступа.

## Исследования городского озера
С 2018 года ученые Института проблем промышленной экологии Севера Кольского научного центра РАН ведут исследования озера Семеновского вместе с некоторыми другими водоёмами города Мурманска и других урбанизированных районов Мурманской области. С 2019 года работы ученых поддерживаются грантом Российского научного фонда. Проект носит название «Экологическая оценка и прогноз устойчивого функционирования водных экосистем урбанизированных территорий в Арктической зоне» (руководитель — старший научный сотрудник З. И. Слуковский).

## Галерея
- Семёновское озеро с Востока
- Фонтан на озере
- Вид на храм
- Западная часть озера
- «Лапландия»
- Озеро со стороны улицы Челюскинцев